# Казарат
Казарат (вірм. Կազարատ) — середньовічне вірменське місто в Криму, яке існувало у XIV–XV століттях.

## Історія
Казарат заселили вірмени не пізніше 1330 року. Його мешканці були переселенцями з інших вірменських регіонів, зокрема з Аксарая. Місто функціонувало як важливий адміністративний і оборонний пункт, зокрема, охороняло Каффу (сучасна Феодосія) за домовленістю з генуезькою владою, князем Ширіном. У місті проживав князь Маргар з роду Мугаленців, а також розміщувалося військо.
Після завоювання Криму османськими військами 1475 року місто Казарат було зруйноване та перестало існувати.

## Географія
Точне місцезнаходження міста не встановлене, але є припущення, що Казарат розташовувався біля підніжжя гори Гриця неподалік від монастиря Сурб Хач та Старого Криму. Згідно з середньовічними вірменськими джерелами, біля міста протікала річка Мугал-Узень (нині, можливо, Бакатал (Монастирська) або один із притоків Чурюк-Су).

## Археологічні знахідки
На схилах гори Гриця знайдено археологічне городище, яке ідентифікують як Казарат. У районі виявлено залишки поселень, руїни будівель, оросувальні системи, а також численні керамічні знахідки XIV—XV століть. В одному з археологічних розкопок виявлено залишки великої будівлі, ймовірно, палацу князя Маргара. Також знайдено залишки водопровідних систем і дороги, що з'єднувала Казарат із монастирем Сурб Хач та іншими населеними пунктами регіону.

## Значення
Казарат був важливим осередком вірменської культури, адміністрації та оборони в середньовічному Криму. Його руїни є цінним джерелом для вивчення історії південного сходу Криму.